# Величко Георгиев (генерал)
Вижте пояснителната страница за други личности с името Величко Георгиев.
Величко Георгиев Николов е български комунистически деец, партизанин, офицер, генерал-лейтенант.

## Биография
Величко Николов е роден на 5 май 1917 г. в Ксанти, тогава в Царство България, днес в Гърция. След завършване на начално образование (1931 – 1933), започва работа в цигарена фабрика (1933 – 1936). Член на БКМС от 1936 г. и БРП (к) от 1939 г. През 1936 г. е мобилизиран във втори въздушен полк в Карлово. Между 1938 и 1942 г. работи като металоработник във фабриката „Турмус“. От 1940 г. е секретар на Градския комитет на РМС в Пловдив. Минава в нелегалност през 1942 г. след като полицията попада на следите му.
Участва в комунистическото движение по време на Втората световна война. Един от организаторите на партизанското движение в Родопите от 1942 г.. Партизанин от април 1942 г.. Като партизанин е помощник началник-щаб в Първа родопска бригада „Георги Димитров“ и временно пълномощник за РМС във Втора родопска бригада „Васил Коларов“. Помощник-командир е на Втора Пловдивска въстаническа оперативна зона. На 3 май 1943 г. заедно с Митка Гръбчева и прикривани от Виолета Якова и Леон Калаора застрелва запасния полковник Атанас Пантев във входа на кооперацията, в която живее на булевард „Адолф Хитлер“ (днес „Евлоги Георгиев“) №52
След 9 септември 1944 г. е член на ЦК на РМС и комендант на милицията в Пловдив. Участва във войната срещу нацистка Германия на територията на Югославия като помощник-командир на девета пехотна плевенска дивизия.
Служи в Българската армия като политически инструктор в щаба на Военното училище (до 1946), командир на батальон. Завършва курс за старши офицери в София между април 1945 и ноември 1946 г. и Военната академия на Генералния щаб на въоръжените сили на СССР в Москва. От ноември 1946 до април 1948 г. е командир на девети пехотен пловдивски полк. В периода април 1948-ноември 1949 г. е командир на девета пехотна плевенска дивизия, а след това на осма пехотна тунджанска дивизия. След реорганизацията на последната във втора стрелкова дивизия става неин командир (1950 – 1951) . От 1951 г. е член на Главния военен съвет. От ноември 1951 г. до 1952 г. е командир на осми стрелкови корпус. От септември 1952 г. учи в Академията на Генералния щаб на армията на СССР „Ворошилов“. От 4 март 1954 до 2 юни 1958 г. е кандидат-член на ЦК на БКП, а от 2 юни 1958 до 5 ноември 1962 г. е член на ЦК на БКП. Командир на Втора армия (1956 – 1962). От 1963 г. е началник на строителството и разквартируването на БНА. Началник на управление в Министерство на народната отбрана. До 1969 г. е военно аташе в ГДР. Военно звание генерал-лейтенант. 
Председател на Българската федерация по вдигане на тежести (1955 – 1956). 
Награден с Орден „Червена звезда“ за участието си във войната срещу Германия и с орден „За храброст“ IV степен, 2 клас. Герой на социалистическия труд. , орден „Народна република България“ – I ст. (1967), орден „Георги Димитров“ (1977).
Родство: сестра – Йорданка Чанкова, деец на БРП (к), една от Петимата от РМС.

## Образование
- Военно училище, София, курс за старши офицери (април 1945 – ноември 1946)
- Военна академия на Генералния щаб на въоръжените сили на СССР „Ворошилов“ (септември 1952 – ?)